# تجربة مستكشف أتاكاما
تجربة مستكشف أتكامة أو أتاكاما (أبيكس) هو مقراب راديوي على ارتفاع 5,100 متر فوق مستوى سطح البحر في مرصد لانو دي تشاجنانتور في صحراء أتكامة في شمال تشيلي، على بعد 50 كيلومترا شرق سان بيدرو دي أتاكاما. يدار المرصد من قبل 3 معاهد بحث أوروبية. الطبق الرئيسي يبلغ قطره 12 م ويتكون من 264 لوح الألمنيوم المصقول، ذات دقة سطح متوسط مقدارة 17 ميكرومتر (rms). افتتح التلسكوب رسميا في 25 ايلول / سبتمبر 2005.
تلسكوب أبيكس عبارة عن هوائي ألما نموذجي معدل وموجود في موقع مرصد ألما. تم تصميم أبيكس للعمل في أطوال موجية دون مليمترية، في نطاق 2و0 - 5و1 ملم - بين نطاق الأشعة تحت الحمراء ونطاق موجات الراديو. وقد صمم مرصد أبيكس الراديوي لجعل مرصد ألما قادرا على دراسة الأجرام التي تصدر أشعة مهرومغناطيسية في نطاقي الأشعة تحت الحمراء والموجات الراديوية بمزيد من التفصيل.
أبيكس هو تعاون بين معهد ماكس بلانك لعلم الفلك الراديوي الألماني بنسبة 50٪، ومرصد أونسالا الفضائي السويدي بنسبة 23٪، والمرصد الأوروبي الجنوبي بنسبة 27٪. تم تصميم التلسكوب وتشييده من قبل شركة فيرتكس أنتيننتشنيك غمب الألمانية، بموجب عقد من قبل معهد ماكس بلانك لعلم الفلك الراديوي. ويقوم المرصد الأوروبي الجنوبي بأدارة عمليات أبيكس.
تم تشغيل أبيكس APEX في صيف عام 2005 وبدأ الرصد العلمي به. وتهتم بحوث التلسكوب بصفة خاصة بدراسة نشأة النجوم والأجرام السماوية ذات انزياح أحمر كبير .

## الصور

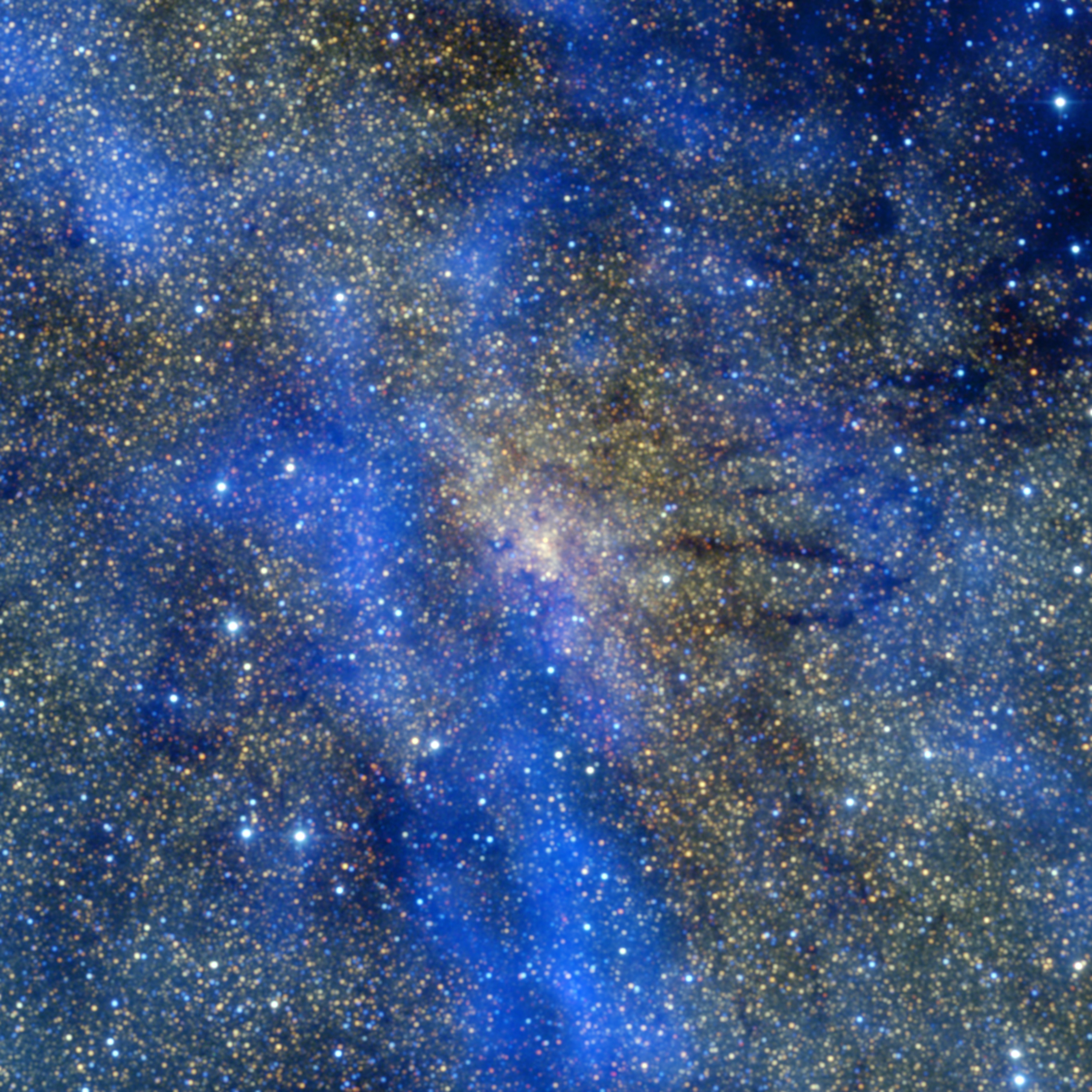
المنطقة الوسطى من مجرتنا
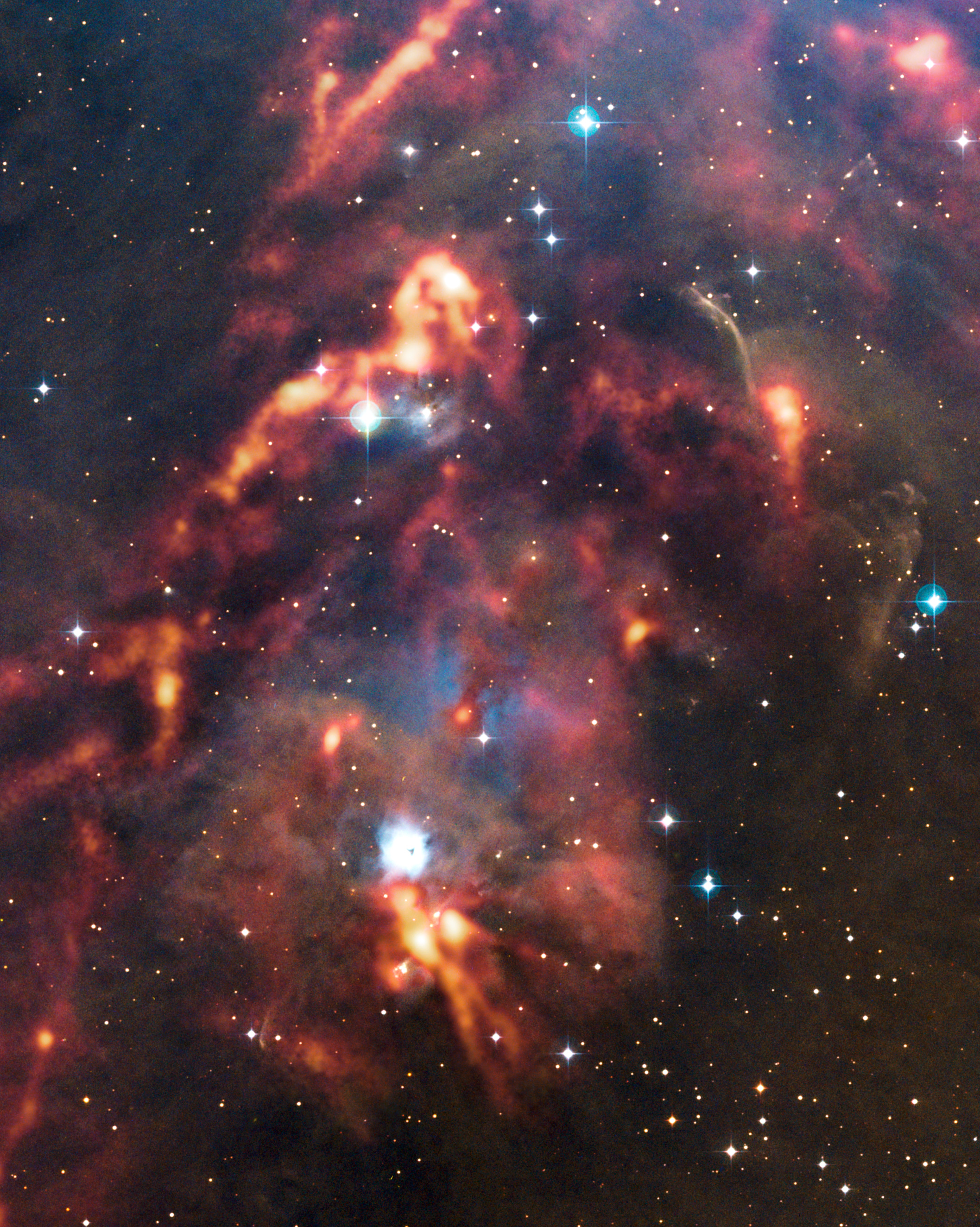
تفاصيل سحب غبار في كوكبة الجبار Setting the Dark on Fire
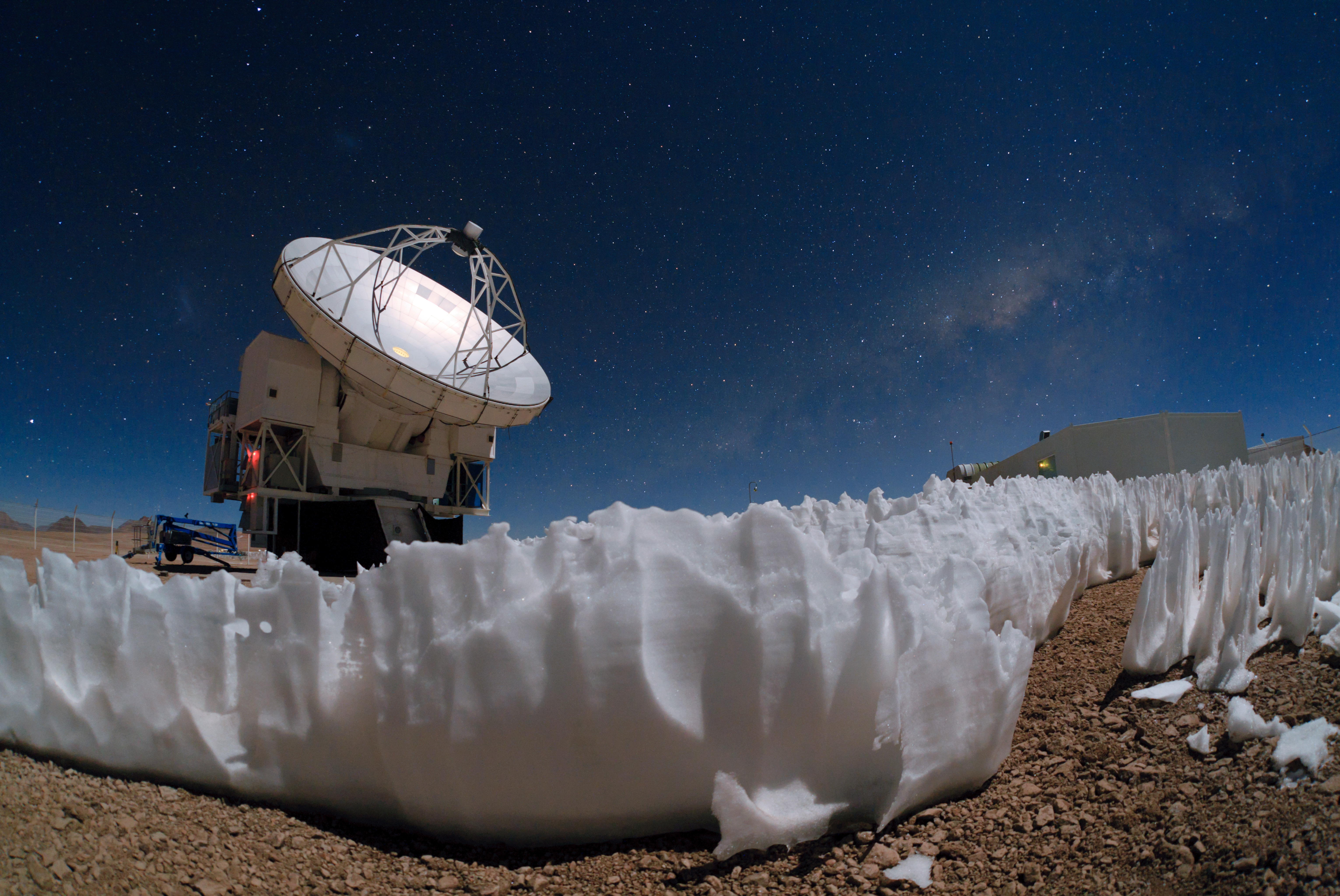
تلسكوب أبيكس وتجمعات جليد إبرية
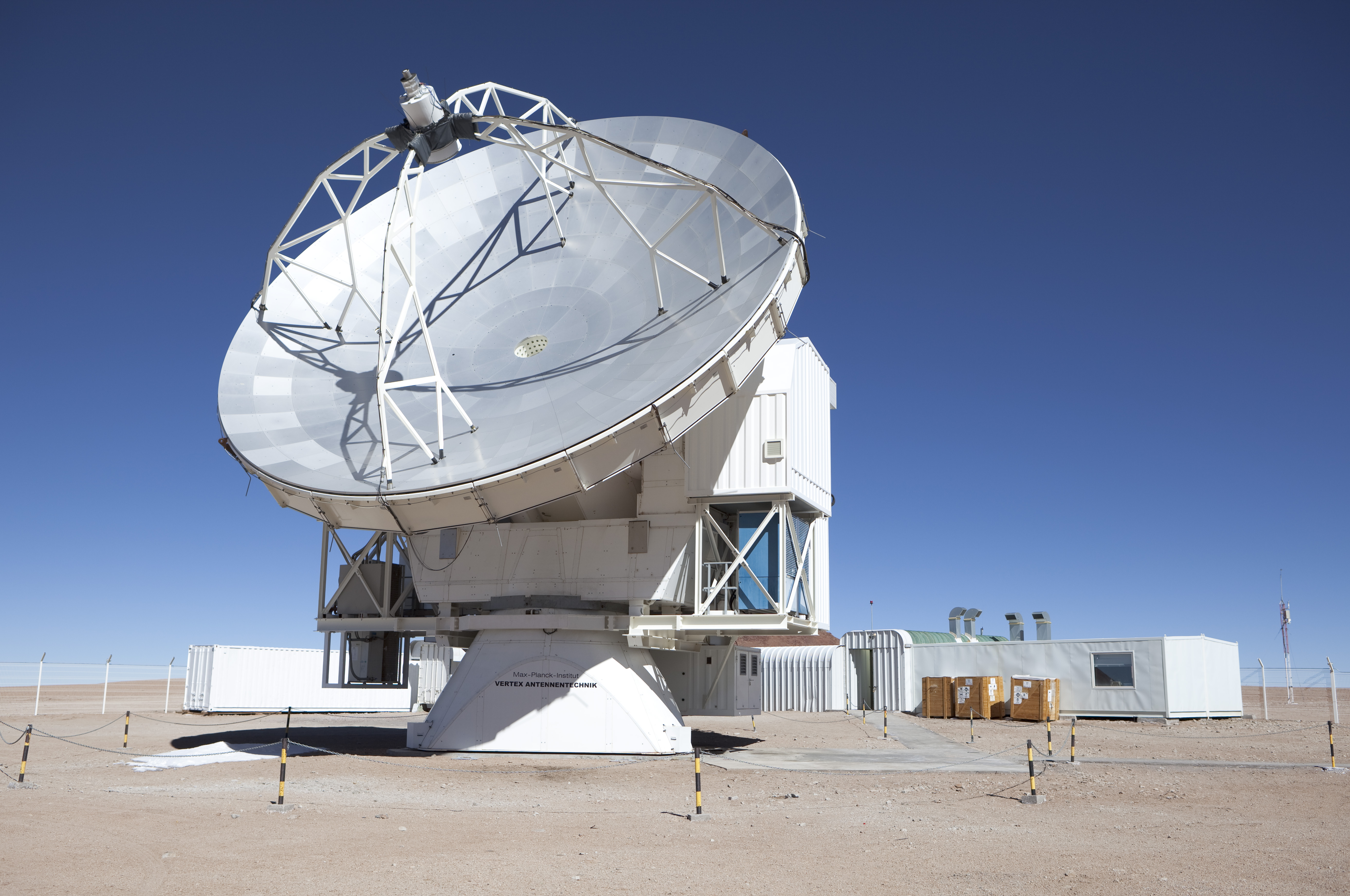
هوائي مرصد أبيكس
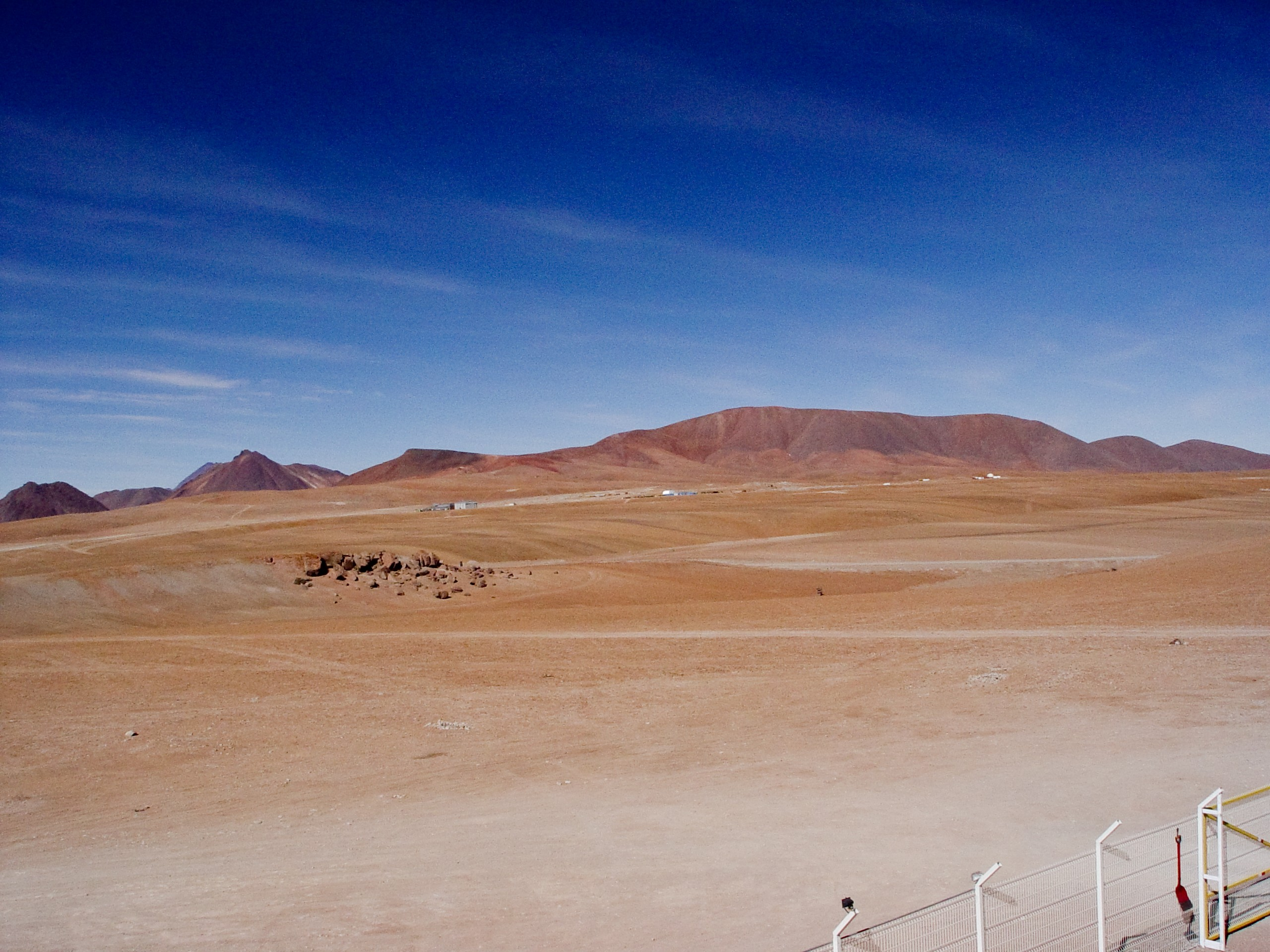
منظر مرصد ALMA من بعيد
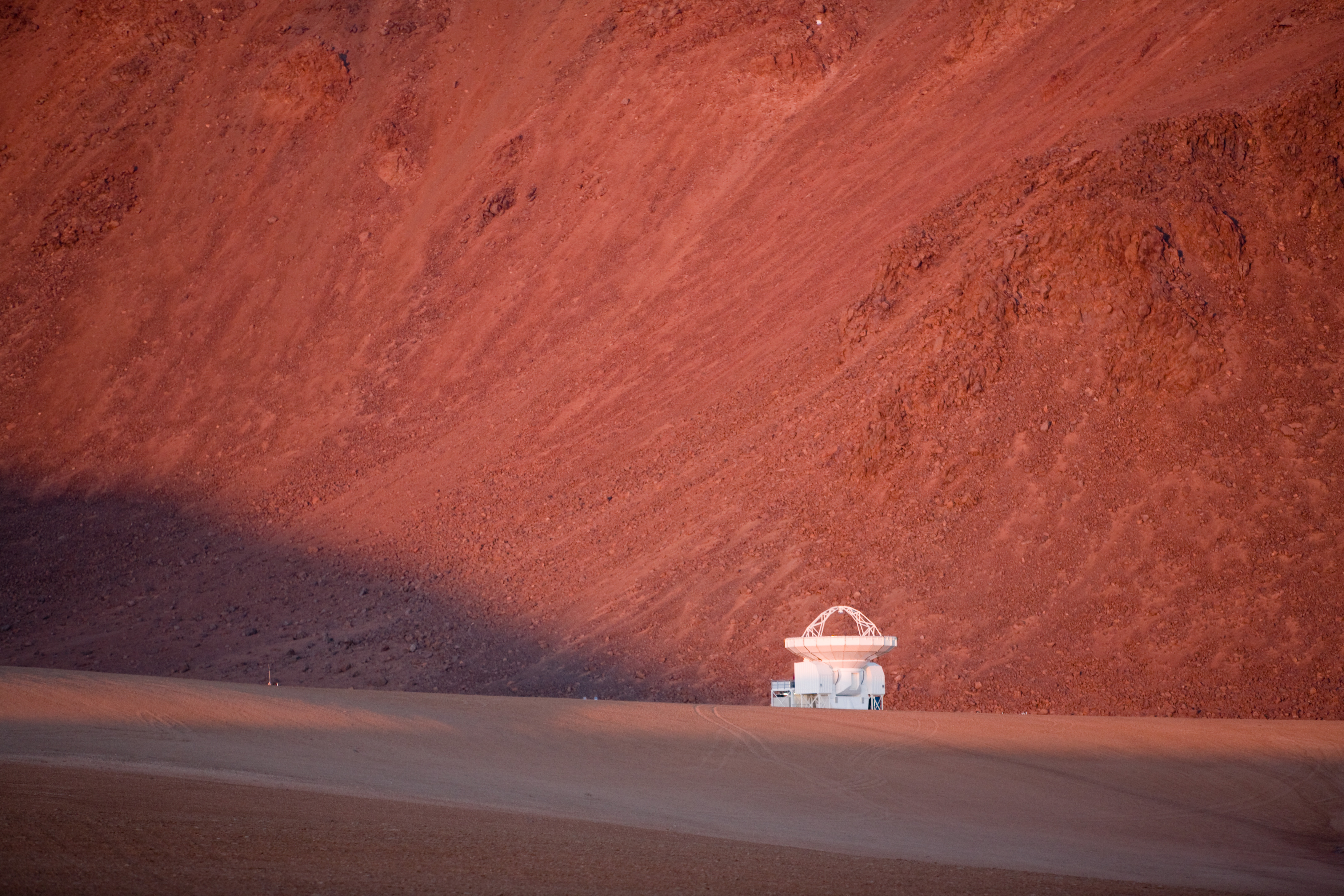
تلسكوب APEX على هضبة تشاجنانتور
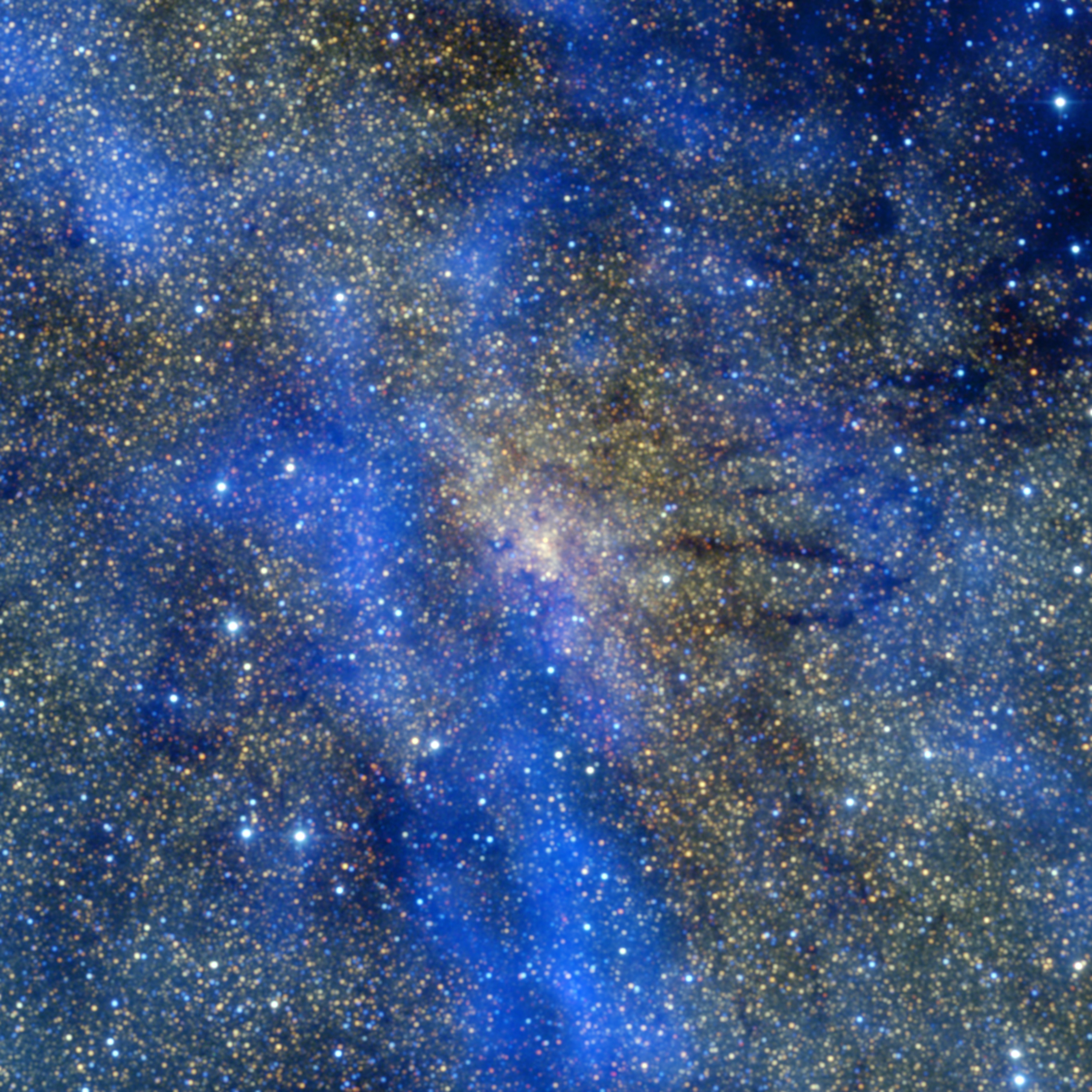
المنطقة الوسطى من مجرتنا
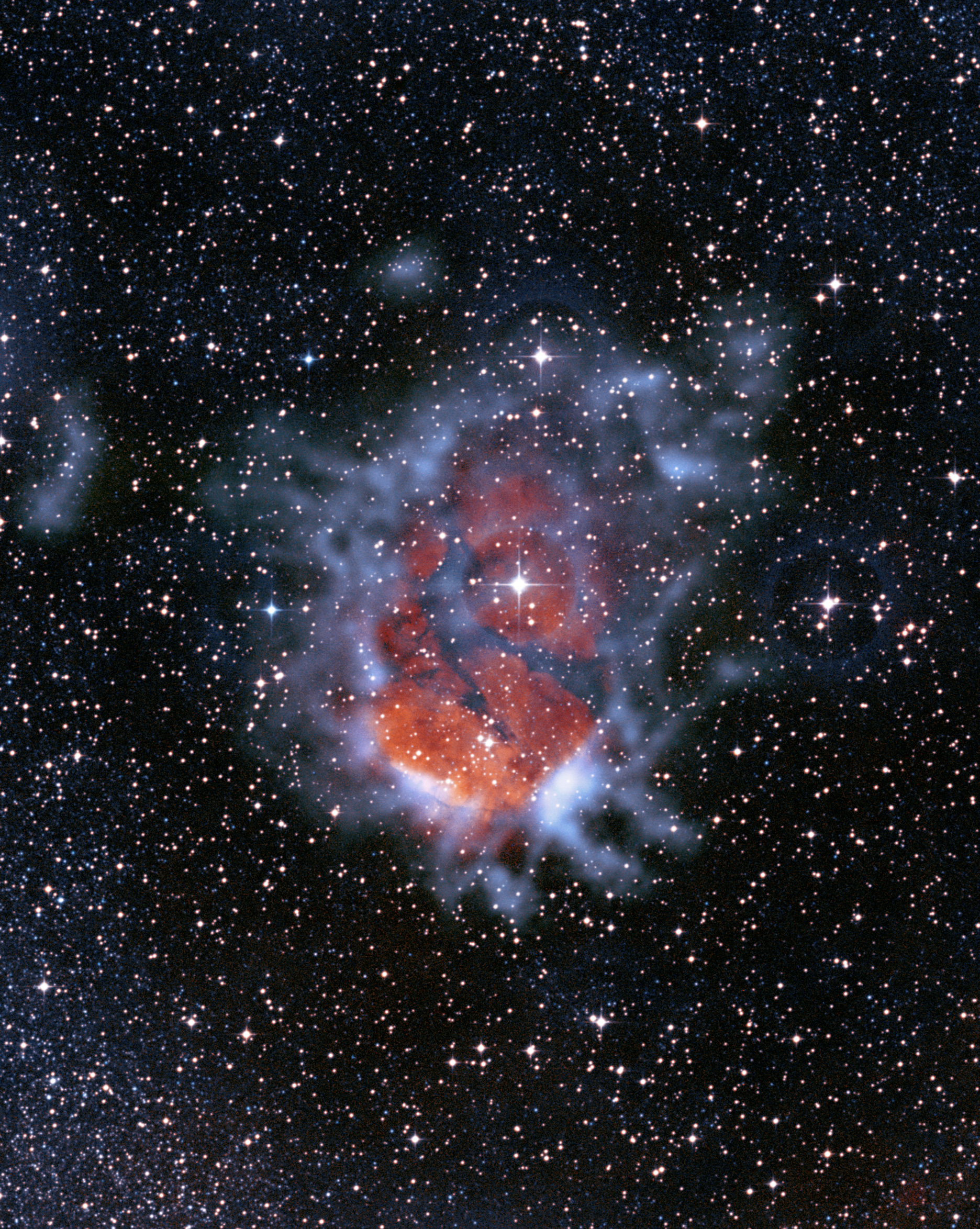
صورة متراكبة للنجم الزائف RCW 120 (LABOCA)
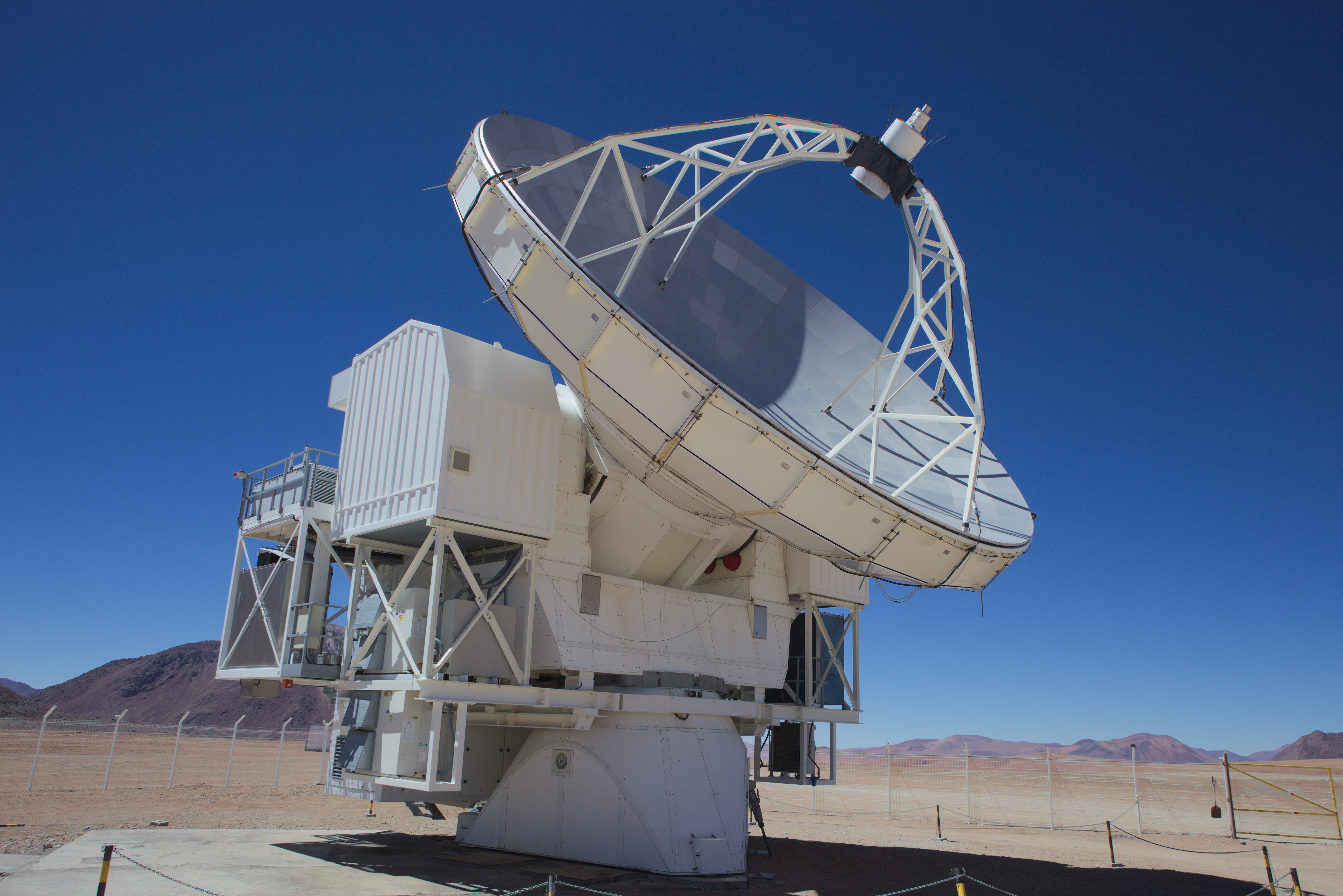
هوائي APEX بقطر 12 متر
صورة بانوراما لهضبة مرصد أتكامة .
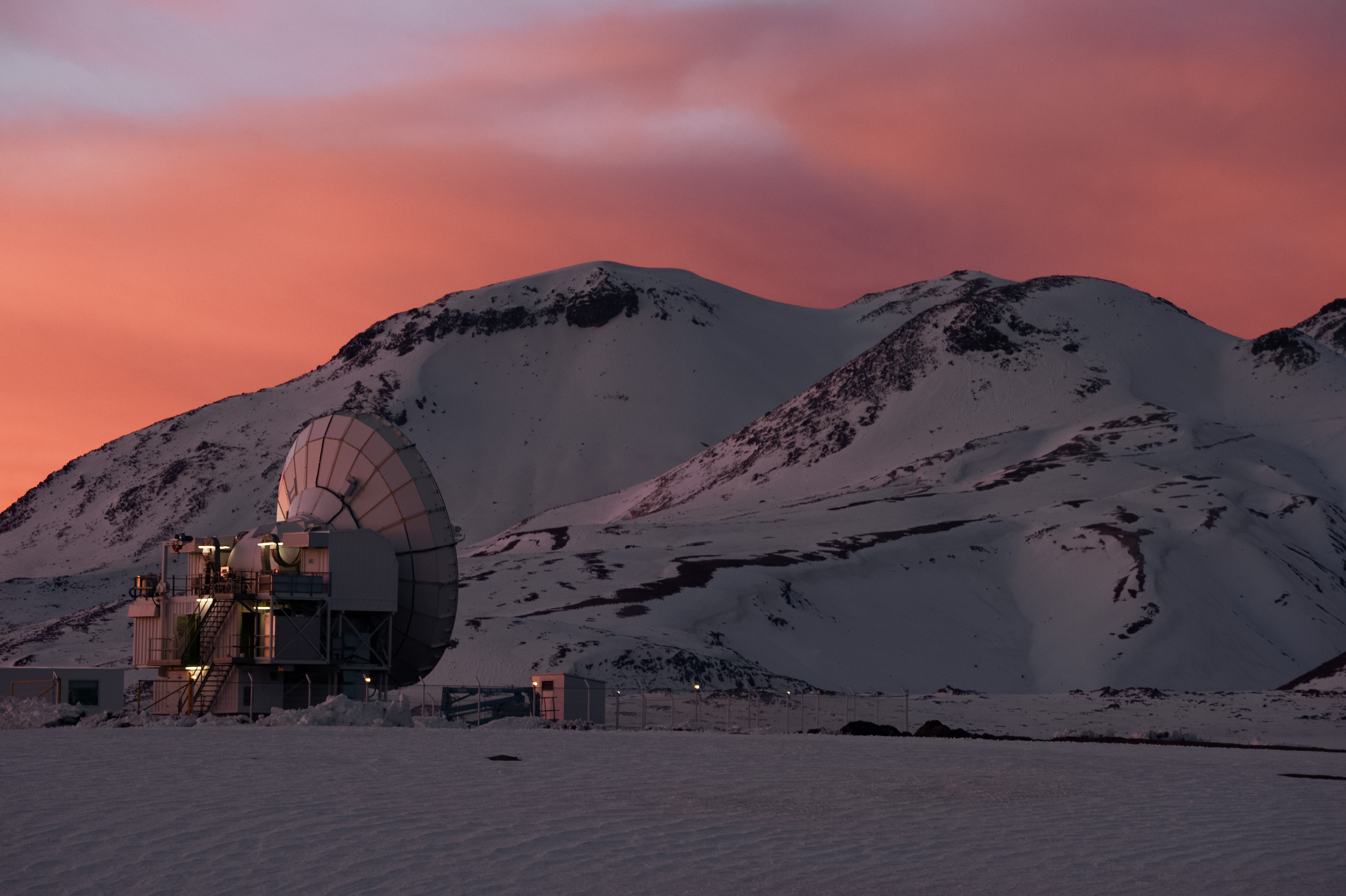
مرصد أبيكس على هضبة تشاجنانتور.